# Culicoides mortivallis
Culicoides mortivallis är en tvåvingeart som beskrevs av Wirth och Blanton 1971. Culicoides mortivallis ingår i släktet Culicoides och familjen svidknott.
Artens utbredningsområde är Kalifornien. Inga underarter finns listade i Catalogue of Life.